# Bezpieczeństwo lotu
Bezpieczeństwo lotu - warunki zapewniające ochronę załogi oraz sprzętu podczas przygotowania i wykonywania lotu.
Pod pojęciem bezpieczeństwa lotów kryje się zdolność systemu statek powietrzny–załoga do zrealizowania zadanego lotu z gwarantowanym poziomem zachowania życia członków załogi i pasażerów oraz nieuszkadzania się techniki – zależna od poziomu i oddziaływania poszczególnych własności kompleksu lotniczego (statek powietrzny wraz ze swoimi systemami i podsystemami, układami i elementami), a także profesjonalizmu obsługi naziemnej.